# Dictionnaire explicatif de la langue roumaine
Le Dictionnaire explicatif de la langue roumaine (en roumain : Dicționarul explicativ al limbii române), également connu sous le nom de « DEX », est le dictionnaire le plus important de la Roumanie. 
Le dictionnaire explicatif de la langue roumaine est publié par l'Institut linguistique Iorgu Iordan — Alexandru Rosetti de l'Académie roumaine. La première édition est publiée en 1975, la deuxième en 1996 et la troisième en 2009  (ISBN 978-973-637-087-8). 
Le « DEX » est désormais accessible via le web. Il a plus de 65 000 entrées principales indexées.